# MCL1
La proteïna de diferenciació cel·lular de leucèmia mieloide induïda MCL-1 és una proteïna que en humans està codificada pel gen MCL1.

## Funció
La proteïna codificada per aquest gen pertany a la família Bcl-2. L'empalmament alternatiu es produeix en aquest lloc i s'han identificat dues variants de transcripció que codifiquen isoformes diferents. El producte gènic més llarg (isoforma 1) millora la supervivència cel·lular inhibint l'apoptosi, mentre que el producte gènic més curt (isoforma 2) promou l'apoptosi i indueix la mort. La proteïna MCL1 té una vida mitjana biològica molt curta de només 20–30 minuts.
La pèrdua de MCL1 té un impacte més dramàtic que la pèrdua de qualsevol altre membre anti-apoptòtic de la família Bcl-2. La pèrdua del gen Mcl-1 provoca la mort de l'embrió quan l'embrió només té uns 3,5 dies d'edat, fins i tot abans que s'hagi implantat. La supressió condicional de Mcl-1 esgota una gran varietat de cèl·lules, incloses les cèl·lules mare hematopoietiques, els progenitors compromesos amb les cèl·lules B, els progenitors compromesos amb les cèl·lules T, les cèl·lules plasmàtiques secretores d'anticossos, les cèl·lules del múscul cardíac i les neurones. La supressió de Mcl-1 als hepatòcits provoca apoptosi i poliploidització aberrant, però millora la regeneració hepàtica després de la cirurgia. MCL1 treballa de manera sinèrgica amb p53 per protegir el fetge de lesions, fibrosi i càncer.
MCL1 també té un paper en la producció d'energia de la cèl·lula, treballant a l'espai intermitocondrial.

## Importància clínica
El mepesuccinat d'omacetaxina (un fàrmac aprovat per al tractament de la leucèmia mieloide crònica) i el Seliciclib (que s'està investigant com a possible tractament del mieloma múltiple) actuen en part inhibint la síntesi de Mcl-1. MCL1 s'ha identificat com un factor de resistència per al venetoclax inhibidor de BCL-2 en cèl·lules de limfoma. Per tant, actualment es troben en fase d'assaigs clínics noves estratègies de combinació d'inhibidors de BCL-2 i MCL1 per a diversos tipus de tumors.

## Interaccions
S'ha demostrat que MCL1 interactua de manera promiscua amb:
- BAK1,[10][11][12][13]
- BCL2L11, comunament anomenat BIM,[13][14][15][16]
- OFERTA,[12][14]
- MAL,[14][17]
- DAD1,[18]
- PMAIP1, comunament anomenat NOXA,[11][14][19]
- PCNA,[20]
- PUMA,[21]
- TCTP[22] i
- TNKS[23]